# Listă de dramaturgi

## Listă de dramaturgi în ordine alfabetică

### A

#### Ab-Al
- George Abbott
- Kjeld Abell
- Herbert Achternbusch
- Arthur Adamov, (1908-1970)
- Joseph Addison
- George Ade
- Aleksandr Nikolaevich Afinogenov
- Demetrio Aguiilera-Malta
- José Agustín
- Ilse Aichinger
- Ama Ata Aidoo
- Étienne Aignan
- George L. Aiken
- Zoe Akins
- Vasily Pavlovich Aksyonov
- Juan Ruiz de Alarcón
- Edward Albee, (n. 1928)
- James Albery
- Vasile Alecsandri, (1821-1890)
- Alonso Alegría
- Vittorio Alfieri
- Álvarez Quintero fratii
- Andrei Alekseevich Amalrik

#### An-As
- Jane Anderson
- Maxwell Anderson
- Robert W. Anderson
- Jorge Andrade
- Leonid Nikolaevich Andreev
- Lucius Livius Andronicus
- Jean Anouilh
- Ludwig Anzengruber
- Aleksei Nikolaevich Arbuzov
- Manuel José Arce
- John Arden
- Pietro Aretino
- Ludovico Ariosto
- Aristophan, (446-385)
- Roberto Arlt
- Fernando Arrabal
- Francisco Arriví
- Antón Arrufat
- Tome Arsovski (1928-2007)
- Antonin Artaud
- Sholom Asche

#### Au-Ay
- François Hédelin, abate de Aubignac
- David Auburn, (n. 1969)
- W. H. Auden
- Jacques Audiberti
- Émile Augier
- Arkady Timofeevich Averchenko
- Máximo Avilés-Blonda
- Lilly Axster, (1896-1948)
- Mulat Ayalneh
- Alan Ayckbourn
- Jacob Ayrer

### B

#### Ba-Bl
- Ingeborg Bachmann
- Howard Barker
- Ernst Barlach
- Peter Barnes
- J. M. Barrie
- Philip Barry
- Gabriel Barylli
- Wolfgang Bauer
- Terry Baum
- Pierre Beaumarchais
- Francis Beaumont
- Ulrich Becher
- Jürgen Becker
- Jurek Becker
- Samuel Beckett
- Brendan Behan
- Gottfried Benn
- August Blanche

#### Bo-By
- Augusto Boal
- Eric Bogosian
- Robert Bolt
- Edward Bond
- Wolfgang Borchert
- Dion Boucicault
- John Bowen
- Oskar Braaten
- Thomas Brasch
- Volker Braun
- Bertolt Brecht
- Gerbrand Adriaensz. Bredero (1585-1618), dramaturg olandez si poet
- Hermann Broch
- Ferdinand Bruckner
- Christine Brückner
- Nathan Bruhn
- Alfred Brust
- Georg Büchner
- Oliver Bukowski
- Valentin Busuioc
- Henry James Byron

### C
- Daniel Call
- Bartley Campbell
- Elias Canetti
- Veza Canetti
- Cao Yu
- Karel Čapek
- Ion Luca Caragiale
- Paul Vincent Carroll
- George Chapman
- Klaus Chatten
- Anton Chekhov
- Andrew Cherry (1762 - 1812)
- Paul Cornel Chitic (1944 - 2007)
- Agatha Christie
- Caryl Churchill
- Jean Cocteau
- Michael Cook
- Pierre Corneille
- Georges Courteline
- Noel Coward
- Nilo Cruz

### D
- Alexandru Davila, (1862-1929)
- Jack Davis
- Roxann Dawson
- Thomas Dekker
- Sugathapala de Silva
- Ariel Dorfman
- Tankred Dorst
- Dominic Dromgoole
- Marin Drzic
- Alexandre Dumas, fiul
- Charles Dickens
- Maurice Druon
- Alexandre Dumas
- Nell Dunn
- Christopher Durang
- Friedrich Dürrenmatt

### E
- David Edgar
- Günter Eich
- T. S. Eliot
- Gundi Ellert
- Will Eno
- Hans Magnus Enzensberger
- Euripides
- Eschil

### F
- Michael Fackelmann
- Rainer Werner Fassbinder
- Jules Feiffer
- Gustave Flaubert
- Ludwig Fels
- Leandro Fernández de Moratín
- Nathaniel Field
- Marieluise Fleisser
- John Fletcher
- Dario Fo
- Horton Foote
- Michael Frayn
- David French
- Gustav Freytag
- Erich Fried
- Brian Friel
- Max Frisch
- Franz Fuehmann
- Athol Fugard
- Denis Ivanovici Fonvizin

### G
- Jeremy Gable
- Christoph Gahl
- John Galsworthy
- Jean Genet
- Katharina Gericke
- Leonard Gersh
- David Gieselmann
- William S. Gilbert
- Jean Giraudoux
- John Godber
- Kermi Goell
- Reinhard Goering
- Johann Wolfgang von Goethe
- Carlo Goldoni
- Ivan Goll
- Olympe de Gouges
- Christian Dietrich Grabbe
- Harley Granville Barker
- Jörg Graser
- Günter Grass
- Simon Gray
- Lady Gregory
- Trevor Griffiths
- Franz Grillparzer
- Jim Grover
- Andreas Gryphius
- Sacha Guitry
- A.R. Gurney
- Karl Ferdinand Gutzkow

### H
- Peter Hacks
- Max Halbe
- Ruth Hale
- Peter Handke
- Lorraine Hansberry
- Ernst Hardt
- David Hare
- Walter Hasenclever
- Carl Hauptmann
- Gerhart Hauptmann
- Václav Havel
- Horst Hawemann
- Friedrich Hebbel
- Christoph Hein
- Lillian Hellman
- Heinrich Henkel
- Günter Herburger
- Rudolf Herfurtner
- Dorothy Hewett
- Wolfgang Hildesheimer
- Prince Hoare
- Rolf Hochhuth
- Fritz Hochwaelder
- Hugo von Hofmannsthal
- Ludvig Holberg
- Ödön von Horváth
- Sidney Howard
- Hroswitha of Gandersheim
- Dusty Hughes

### I
- Henrik Ibsen
- Almir Imsirevic
- William Inge
- Eugen Ionescu, (1909-1994)
- David Ives

### J
- Günter Jankowiak
- Alfred Jarry
- Elfriede Jelinek
- Douglas William Jerrold
- Denis Johnston
- Thomas Jonigk
- Ben Jonson

### K
- Georg Kaiser
- Kalidasa
- Sarah Kane
- Manfred Karge
- Girish Karnad
- George S. Kaufman
- John B. Keane
- Bernhard Kellermann
- Joseph Kesselring
- Thomas Kilroy
- Heinar Kipphardt
- Harald Kislinger
- Heinrich von Kleist
- Friedrich Maximilian Klinger
- Václav Kliment Klicpera
- Alexander Kluge
- Gerd Knappe
- Werner R. Koefler
- Karl König
- Oskar Kokoschka
- August von Kotzebue
- Karl Kraus
- Helmut Krausser
- Margret Kreidl
- Franz Xaver Kroetz
- Hanif Kureishi
- Tony Kushner
- Fitzgerald Kusz
- Thomas Kyd

### L
- Neil LaBute
- Anna Langhoff
- Jonathon Larson
- Else Lasker-Schüler
- Carl Laszlo
- Rolf Lauckner
- Kristen Lazarian
- Johann Anton Leisewitz
- Jakob Michael Reinhold Lenz
- Gotthold Ephraim Lessing
- Reinhard Lettau
- Nell Leyshon
- Henry Livings
- Daniel C. Lohenstein
- Dea Loher
- Federico Garcia Lorca
- Craig Lucas
- Charles Ludlam
- Otto Ludwig

### M
- Ewan MacColl
- Michael MacLennan
- Brian McAvera
- Ellen McLaughlin
- David Mamet, (n. 1947)
- Klaus Mann
- Andreas Marber
- Pierre de Marivaux
- Christopher Marlowe, (1564-1593)
- Christian Martin
- William Somerset Maugham
- Vladimir Mayakovsky
- Marius von Mayenburg
- Martin McDonagh, (n. 1970)
- Frank McGuinness
- Terrence McNally, (n. 1939)
- Charles L. Mee
- Menander
- David Mercer
- Thomas Middleton
- Arthur Miller, (1915-2005)
- Willy Millowitsch
- Felix Mitterer
- Molière, (1622-1673)
- M. J. Molloy
- Jose Zorrilla y Moral
- John Mortimer
- Karl O. Mühl
- Sean Muir
- Elfriede Müller
- Harald Müller
- Heiner Müller
- Kaj Munk
- Robert Musil
- Tudor Mușatescu, (1903-1970)

### N
- Johann Nestroy
- Peter Nichols
- Marsha Norman

Mothusi Mokoto

### O
- Sean O'Casey
- Eugene O'Neill
- Gerlinde Obermeier
- Clifford Odets
- Joe Orton
- John Osborne
- Peter Oswald
- Albert Ostermaier

### P
- Suzan-Lori Parks
- Angelo Parra
- Helmut Peschina
- Carlo Pietzner
- Arthur Wing Pinero
- Winsome Pinnock
- Harold Pinter
- Luigi Pirandello
- Plautus
- Ulrich Plenzdorf
- Klaus Pohl
- Sharon Pollock
- Alf Poss
- Peter Preses
- J. B. Priestley

### Q
- (none listed)

### R
- Jean Racine
- Ferdinand Raimund
- Lutz Rathenow
- Terence Rattigan
- James Reaney
- Paul Rebhun
- Gerlind Reinshagen
- Erwin Riess
- Rainer Maria Rilke
- Moritz Rinke
- Lennox Robinson
- Michaela Ronzoni
- Jack Rosenthal
- Friederike Roth
- Eugen Ruge
- Willy Russell

### S

#### Sa-Se
- Hans Sachs
- Nelly Sachs
- William Saroyan
- Jean-Paul Sartre
- Peter Sattmann
- Friedrich Schiller
- Roland Schimmelpfennig
- Einar Schleef
- Johannes E. Schlegel
- Horst Schloetelburg
- Arno Schmidt
- Simone Schneider
- Arthur Schnitzler
- Manuel Schöbel
- Karl Schoenherr
- Lothar Schreyer
- Stefan Schütz
- Werner Schwab
- Brigitte Schwaiger
- Robert Schenkkan
- Mihail Sebastian, (1907-1945)
- Georg Seidel
- Seneca cel Tânăr

#### Sh-Sr
- Anthony Shaffer
- Peter Shaffer, (n. 1926)
- William Shakespeare, (1564-1616)
- John Patrick Shanley
- George Bernard Shaw, (1856-1950)
- Rob Shearman
- Sam Shepard, (born 1943)
- R. C. Sherriff
- Richard Brinsley Sheridan
- Robert E. Sherwood
- George Shiels
- Larry Shue
- Neil Simon
- Geoffrey Skelton
- Anna Deavere Smith
- Sophocles
- Reinhard Sorge
- Wole Soyinka
- Kerstin Specht
- Martin Sperr
- Biljana Srbljanovic
- Arthur Symington (1931-1995)

#### St-Sz
- Ginka Steinwachs
- Carl Sternheim
- Tom Stoppard
- David Storey
- August Stramm
- Botho Strauß
- Marlene Streeruwitz
- August Strindberg
- Thomas Strittmatter
- Preston Sturges
- Patrick Süskind
- Alfred Sutro
- Erwin Sylvanus
- John Millington Synge
- Gerarld Szyszkowitz

### Ș
- Barbu Ștefănescu Delavrancea, (1858-1918)

### T
- George Tabori
- Jean Tardieu
- Henry Taylor
- Vijay Tendulkar
- Terence
- Tian Han
- Judith Thompson
- Ludwig Tieck
- Ernst Toller
- Colorado Tolston
- Kurt Tucholsky
- Peter Turrini

### U
- Nicholas Udall
- Orl Unho
- Rodolfo Usigli

### V
- John Vanbrugh
- Gil Vicente
- Matei Vișniec, (n. 1956)
- Paula Vogel

### W
- Friedrich K. Waechter
- Heinrich Leopold Wagner
- Craig Walker
- George F. Walker
- Naomi Wallace
- Martin Walser
- Robert Walser
- Theresia Walser
- Wendy Wasserstein
- Keith Waterhouse
- John Webster
- Frank Wedekind
- Peter Weiss
- Theodor Weissenborn
- Franz Werfel
- Timberlake Wertenbaker
- Arnold Wesker
- Urs Widmer
- Hubert Wiedfeld
- Adolf von Wilbrandt
- Oscar Wilde
- Thornton Wilder
- Emlyn Williams
- Tennessee Williams
- August Wilson
- Lanford Wilson
- Stanisław Ignacy Witkiewicz
- William Wycherley

### X
- (nici un nume)

### Y
- William Butler Yeats, (1865-1939)
- Benjamin Yeoh, (1978- )

### Z
- Ingeborg von Zadow
- Matthias Zschokke
- Carl Zuckmayer
- Stefan Zweig, (1881-1942)